# Erika Rosenberg
 (mai 2017).
Si vous disposez d'ouvrages ou d'articles de référence ou si vous connaissez des sites web de qualité traitant du thème abordé ici, merci de compléter l'article en donnant les références utiles à sa vérifiabilité et en les liant à la section « Notes et références ».
Erika Rosenberg (née le 24 juin 1951 à Buenos Aires, en Argentine) est auteure, interprète et journaliste. Elle a écrit une biographie sur Émilie Schindler et Oskar Schindler de même que le diplomate suisse Carl Lutz.

## Biographie
Rosenberg est née dans une famille de Juifs allemands à Buenos Aires, en Argentine. Ses parents, avocat et médecin respectivement, avaient fui l'Allemagne en direction de l'Argentine en 1936 pour échapper à la Shoah.
En 1990, elle rencontre Émilie Schindler pour la première fois. Leurs conversations intenses sont conservées dans plus de 70 heures d'enregistrements. Sur cette base, Erika Rosenberg écrit la biographie Dans l'Ombre de Schindler en 1997. Leur travail commun ayant donné naissance à une grande amitié, Erika Rosenberg est l'une des héritières d'Émilie Schindler à la mort de celle-ci, en 2001.
Depuis 2009, Rosenberg représente l'Argentine au Conseil International du Service Autrichien à l'Étranger.

## Publications
- (en) Where Light and Shadow Meet: A Memoir, W. W. Norton & Company (1997).  (ISBN 978-0-393-33617-7)
- (de) In Schindlers Schatten. Emilie Schindler erzählt ihre Geschichte, Kiepenheuer & Witsch (1997).  (ISBN 3-462-02585-6)
- (de) Ich, Oskar Schindler: Die persönlichen Aufzeichnungen, Briefe und Dokumente, Herbig Verlag, Munich 2001  (ISBN 3-7766-2204-0)
- (de) Ich, Emilie Schindler. Erinnerungen einer Unbeugsamen, Herbig Verlag, Munich (2001).  (ISBN 3-7766-2230-X)
- (de) Oskar Schindler. Seine unbekannten Helfer und Gegner Lit-Verlag (2012).  (ISBN 978-3-643-11884-4)
- (de) Erika Rosenberg, Das Glashaus : Carl Lutz und die Rettung ungarischer Juden vor dem Holocaust, Munich, Herbig, 2016, 223 p. (ISBN 978-3-7766-2787-9).
  - Erika Rosenberg (trad. Maxime Vissac), Carl Lutz et le sauvetage des Juifs de Hongrie, Neuchâtel, Editions Livreo-Alphil, 2020, 229 p. (ISBN 978-2-8895-0040-6).